# Talagang
Talagang (en ourdou : تلہ گنگ) est une ville pakistanaise, située dans le district de Chakwal dans le nord de la province du Pendjab. Elle est aussi la capitale du tehsil du même nom.
La ville est située à quelque 45 kilomètres de la capitale du district Chakwal, et à seulement 30 kilomètres de l'autoroute M-2.
La population de la ville a été multipliée par plus de trois entre 1972 et 2017 selon les recensements officiels, passant de 17 395 habitants à 63 855. Entre 1998 et 2017, la croissance annuelle moyenne s'affiche à 2,8 %, supérieure à la moyenne nationale de 2,4 %. Selon le recensement de 2023, la population de la ville monte à 79 431 habitants.
Près de 92 % des habitants parlent le pendjabi, tandis qu'une petite minorité sont des Pachtounes parlant pachto (5 %) et qu'environ 2 % des habitants ont l'ourdou pour langue maternelle.
Essentiellement musulmane, la ville inclut une toute petite minorité chrétienne, comptant environ 700 fidèles.
Le taux d'alphabétisation de la ville s'élève à 83 % en 2023 (contre une moyenne nationale de 61 %), dont 88 % pour les hommes et 77 % pour les femmes.
|            | 1972 (rec.) | 1981 (rec.) | 1998 (rec.) | 2017 (rec.) | 2023 (rec.) |
| ---------- | ----------- | ----------- | ----------- | ----------- | ----------- |
| Population | 17 395      | 20 885      | 37 766      | 63 855      | 79 431      |